# Lijst van zoogdieren in de Filipijnen
Dit is een lijst van zoogdieren die in het wild voorkomen in de Filipijnen.

## Indeling naar soort per orde

### Evenhoevigen (Artiodactyla)
Van 9 soorten evenhoevigen is bekend dat ze in de Filipijnen voorkomen. Al deze soorten zijn endemisch voor de Filipijnen.
| Nederlandse naam         | wetenschappelijke naam | Engelse naam          | IUCN status | Komt voor op                            |
| ------------------------ | ---------------------- | --------------------- | ----------- | --------------------------------------- |
| Holhoornigen (Bovidae)   |                        |                       |             |                                         |
| Tamaroe                  | Bubalus mindorensis1   | Tamaraw               | kritiek     | Mindoro                                 |
| Herten (Cervidae)        |                        |                       |             |                                         |
| Calamianenhert           | Axis calamianensis1    | Calamian deer         | bedreigd    | Calamianeilanden                        |
| Prins-Alfredhert         | Cervus alfredi1        | Visayan spotted deer  | bedreigd    | Negros en Panay                         |
| Filipijnse sambar        | Cervus mariannus1      | Philippine brown deer | onzeker     | vele locaties (zie artikel)             |
| Varkens (Suidae)         |                        |                       |             |                                         |
|                          | Sus ahoenobarbus1      | Palawan pig           | kwetsbaar   | Palawan, Balabac en de Calamianeilanden |
| Visayawrattenzwijn       | Sus cebifrons1         | Visayan warty pig     | kritiek     | Cebu, Negros, Panay en Masbate          |
|                          | Sus oliveri1           | Oliver's warty pig    |             | Mindoro                                 |
| Filipijns wrattenzwijn   | Sus philippensis1      | Philippine warty pig  | kwetsbaar   | vele locaties (zie artikel)             |
| Dwergherten (Tragulidae) |                        |                       |             |                                         |
| Balabacdwerghert         | Tragulus nigricans1    | Philippine Mouse Deer |             | Balabac                                 |

### Knaagdieren (Rodentia)
| Nederlandse naam                               | wetenschappelijke naam       | Engelse naam                     | IUCN status | Komt voor op                      |
| ---------------------------------------------- | ---------------------------- | -------------------------------- | ----------- | --------------------------------- |
| Stekelvarkens van de Oude Wereld (Hystricidae) |                              |                                  |             |                                   |
| Filipijns stekelvarken                         | Hystrix pumila1              | Palawan porcupine                | veilig      | Busuanga en Palawan               |
| Muridae                                        |                              |                                  |             |                                   |
|                                                | Abditomys latidens1          | Luzon broad-toothed rat          | veilig      | Luzon                             |
|                                                | Anonymomys mindorensis1      | Mindoro climbing rat             | kwetsbaar   | Mindoro                           |
|                                                | Apomys abrae1                | Luzon Cordillera forest mouse    | veilig      | Luzon                             |
|                                                | Apomys camiguinensis1        | Camiguin forest mouse            |             | Camiguin                          |
|                                                | Apomys datae1                | Luzon montane forest mouse       | veilig      | Luzon                             |
|                                                | Apomys gracilirostris1       | Large Mindoro forest mouse       | kwetsbaar   | Mindoro                           |
|                                                | Apomys hylocoetes1           | Mindanao mossy forest mouse      | veilig      | Mindanao                          |
|                                                | Apomys insignis1             | Mindanao montane forest mouse    | veilig      | Dinagat en Mindanao               |
|                                                | Apomys littoralis1           | Mindanao lowland mouse           | veilig      | Biliran, Bohol, Leyte en Mindanao |
|                                                | Apomys microdon1             | Small Luzon forest mouse         | veilig      | Catanduanes en Luzon              |
|                                                | Apomys musculus1             | Least Philippine forest mouse    | veilig      | Luzon en Mindoro                  |
|                                                | Apomys sacobianus1           | Long-nosed Luzon forest mouse    | kwetsbaar   | Luzon                             |
|                                                | Apomys sp. (A)1              | Western Visayan forest mouse     |             | Negros en Panay                   |
|                                                | Apomys sp. (B)1              | Greater Sibuyan forest mouse     |             | Sibuyan                           |
|                                                | Apomys sp. (E)1              | Lesser Mindoro forest mouse      |             | Mindoro                           |
|                                                | Archboldomys kalinga1        |                                  |             | Luzon                             |
|                                                | Archboldomys luzonensis1     | Isarog shrew-mouse               | bedreigd    | Luzon                             |
|                                                | Archboldomys musseri1        | Musser's shrew-mouse             |             | Luzon                             |
|                                                | Batomys dentatus1            | Large-toothed hairy-tailed rat   | onzeker     | Luzon                             |
|                                                | Batomys granti1              | Luzon hairy-tailed rat           | veilig      | Luzon                             |
|                                                | Batomys hamiguitan1          | Hamiguitan hairy-tailed rat      |             | Mindanao                          |
|                                                | Batomys russatus1            | Dinagat hairy-tailed rat         |             | Dinagat                           |
|                                                | Batomys salomonseni1         | Mindanao hairy-tailed rat        | veilig      | Biliran, Dinagat, Leyte, Mindanao |
|                                                | Bullimus bagobus1            | Large Mindanao forest rat        |             | vele locaties (zie artikel)       |
|                                                | Bullimus gamay1              | Camiguin forest rat              |             | Camiguin                          |
|                                                | Bullimus luzonicus1          | Large Luzon forest rat           |             | Luzon                             |
|                                                | Carpomys melanurus1          | Short-footed Luzon tree rat      | onzeker     | Luzon                             |
|                                                | Carpomys phaeurus1           | White-bellied Luzon tree rat     | onzeker     | Luzon                             |
|                                                | Chiropodomys calamianensis1  | Palawan pencil-tailed tree mouse | veilig      | Balabac, Busuanga, Palawan        |
| Mount Isarog-gestreepte rat                    | Chrotomys gonzalesi1         | Isarog striped shrew-rat         | kritiek     | Luzon                             |
|                                                | Chrotomys mindorensis1       | Lowland striped shrew-rat        | veilig      | Mindoro en Luzon                  |
|                                                | Chrotomys sibuyanensis1      | Sibuyan striped shrew-rat        |             | Sibuyan                           |
|                                                | Chrotomys silaceus1          | Blazed Luzon shrew-rat           | gevoelig    | Luzon                             |
|                                                | Chrotomys whiteheadi1        | Luzon montane striped shrew-rat  | kwetsbaar   | Luzon                             |
|                                                | Crateromys australis1        | Dinagat hairy-tailed cloud rat   | bedreigd    | Dinagat                           |
|                                                | Crateromys heaneyi1          | Panay bushy-tailed cloud rat     | bedreigd    | Panay                             |
| Ilinnevelrat                                   | Crateromys paulus1           | Ilin hairy-tailed cloud rat      | kritiek     | Ilin                              |
|                                                | Crateromys schadenbergi1     | Luzon bushy-tailed cloud rat     | kwetsbaar   | Luzon                             |
| Noord-Luzonneusrat                             | Crunomys fallax1             | Northern Luzon shrew-mouse       | kritiek     | Luzon                             |
|                                                | Crunomys melanius1           | Southern Philppine shrew-mouse   | veilig      | Camiguin, Leyte, Mindanao         |
|                                                | Crunomys suncoides1          | Kitanglad shrew-mouse            |             | Mindanao                          |
|                                                | Haeromys pusillus            | Lesser ranee mouse               | kwetsbaar   | Calauit en Palawan                |
|                                                | Limnomys bryophilus1         | Buffy-collared moss-mouse        |             | Mindanao                          |
|                                                | Limnomys sibuanus1           | Long tailed moss-mouse           |             | Mindanao                          |
|                                                | Maxomys panglima1            | Palawan spiny rat                | gevoelig    | Palawan bioregio                  |
| Huismuis                                       | Mus musculus                 | House Mouse                      | veilig      | vele locaties                     |
|                                                | Palawanomys furvus1          | Palawan soft-furred mountain rat | bedreigd    | Palawan                           |
| Bonte reuzenschorsrat                          | Phloeomys cumingi1           | Southern Luzon giant cloud rat   | kwetsbaar   | Catanduanes, Luzon, Marinduque    |
|                                                | Phloeomys pallidus1          | Northern Luzon giant cloud rat   | gevoelig    | Luzon                             |
|                                                | Rattus argentiventer         | Ricefield rat                    | veilig      | door hele land                    |
|                                                | Rattus everetti1             | Common Philippine forest rat     | veilig      | door hele land                    |
| Polynesische rat                               | Rattus exulans               | Polynesian rat                   | veilig      | vele locaties                     |
|                                                | Rattus mindorensis1          | Mindoro soft-furred rat          | kwetsbaar   | Mindoro                           |
|                                                | Rattus nitidus               | Himalayan Rat                    | veilig      | Luzon                             |
| Bruine rat                                     | Rattus norvegicus            | Brown Rat                        | veilig      | Luzon                             |
|                                                | Rattus sp. (A)1              | Sibuyan giant moss-mouse         |             | Sibuyan                           |
| Aziatische zwarte rat                          | Rattus tanezumi              | Asian house rat                  | veilig      | door hele land                    |
|                                                | Rattus tawitawiensis1        | Tawi-tawi forest rat             | kwetsbaar   | Tawi-tawi                         |
|                                                | Rattus tiomanicus            | Malaysian field rat              | veilig      | Palawan bioregio                  |
|                                                | Rhynchomys banahao1          | Banahao shrew-rat                |             | Luzon                             |
|                                                | Rhynchomys isarogensis1      | Isarog shrew-rat                 | kwetsbaar   | Luzon                             |
| Neusrat                                        | Rhynchomys soricoides1       | Northern Luzon shrew-rat         | veilig      | Luzon                             |
|                                                | Rhynchomys tapulao1          | Zambales shrew-rat               |             | Luzon                             |
| Müllers rat                                    | Sundamys muelleri            | Muller's rat                     | veilig      | Palawan bioregio                  |
|                                                | Tarsomys apoensis1           | Dusky moss-mouse                 | veilig      | Mindanao                          |
|                                                | Tarsomys echinatus1          | Mindanao spiny rat               | kwetsbaar   | Mindanao                          |
|                                                | Tryphomys adustus1           | Luzon short-nosed rat            | kwetsbaar   | Luzon                             |
| Eekhoorns (Sciuridae)                          |                              |                                  |             |                                   |
|                                                | Exilisciurus concinnus1      | Philippine pygmy squirrel        | veilig      | Mindanao en Visayas               |
|                                                | Hylopetes nigripes1          | Palawan flying squirrel          | gevoelig    | Bancalan en Palawan               |
|                                                | Petinomys crinitus1          | Basilan flying squirrel          | veilig      | Basilan                           |
|                                                | Petinomys mindanensis1       | Mindanao flying squirrel         |             | Mindanao, Dinagat en Siargao      |
|                                                | Sundasciurus davensis1       | Davao squirrel                   | veilig      | Mindanao                          |
|                                                | Sundasciurus hoogstraali1    | Busuanga tree squirrel           | veilig      | Busuanga en Calauit               |
|                                                | Sundasciurus juvencus1       | Northern Palawan tree squirrel   | bedreigd    | Palawan                           |
|                                                | Sundasciurus mindanensis1    | Mindanao squirrel                | veilig      | Mindanao en nabijgelegen eilanden |
|                                                | Sundasciurus moellendorffi1  | Culion tree squirrel             | gevoelig    | Calamianes behalve Busuanga       |
|                                                | Sundasciurus philippinensis1 | Philippine tree squirrel         | veilig      | Mindanao en Basilan               |
|                                                | Sundasciurus rabori1         | Palawan montane tree squirrel    | kwetsbaar   | Palawan                           |
|                                                | Sundasciurus samarensis1     | Samar squirrel                   | kwetsbaar   | Samar en Leyte                    |
|                                                | Sundasciurus steerii1        | Southern Palawan tree squirrel   | veilig      | Palawan bioregio                  |

### Insecteneters (Eulipotyphla)
In de Filipijnen komen tien soorten uit deze orde voor, waarvan er acht endemisch zijn. De twee soorten uit de familie der egels (Erinaceidae) zijn endemisch en behoren tot het eveneens endemische geslacht Podogymnura. De andere soorten behoren tot de familie der spitsmuizen (Soricidae).
| Nederlandse naam        | wetenschappelijke naam    | Engelse naam           | IUCN status | Komt voor op            |  |
| ----------------------- | ------------------------- | ---------------------- | ----------- | ----------------------- |  |
| Egels (Erinaceidae)     |                           |                        |             |                         |  |
|                         | Podogymnura aureospinula1 | Dinagat gymnure        | bedreigd    | Dinagat en Bucas Grande |  |
| Filipijnse haaregel     | Podogymnura truei1        | Mindanao gymnure       | bedreigd    | Mindanao                |  |
| Spitsmuizen (Soricidae) |                           |                        |             |                         |  |
|                         | Crocidura cf. attenuata   | Indochinese Shrew      | veilig      | Batan                   |  |
|                         | Crocidura batakorum1      | Batak Shrew            |             | Palawan                 |  |
|                         | Crocidura beatus1         | Common Mindanao shrew  | kwetsbaar   | Visayas en Mindanao     |  |
|                         | Crocidura grandis1        | Greater Mindanao shrew | bedreigd    | Mindanao                |  |
|                         | Crocidura grayi1          | Luzon shrew            | kwetsbaar   | Eilandengroep Luzon     |  |
|                         | Crocidura mindorus1       | Mindoro shrew          | bedreigd    | Mindoro en Sibuyan      |  |
| Negrosspitsmuis         | Crocidura negrina1        | Negros shrew           | kritiek     | Negros                  |  |
|                         | Crocidura palawanensis1   | Palawan shrew          | kwetsbaar   | Balabac en Palawan      |  |
|                         | Crocidura panayensis1     | Panay Shrew            |             | Panay                   |  |
| Muskusspitsmuis         | Suncus murinus            | Asian house shrew      | veilig      | Door het hele land heen |  |

### Primaten
| Nederlandse naam                          | wetenschappelijke naam | Engelse naam        | IUCN status | Komt voor op         |
| ----------------------------------------- | ---------------------- | ------------------- | ----------- | -------------------- |
| Apen van de Oude Wereld (Cercopithecidae) |                        |                     |             |                      |
| Java-aap                                  | Macaca fascicularis    | Long-tailed Macaque | gevoelig    | door hele land       |
| Loriachtigen (Lorisidae)                  |                        |                     |             |                      |
| Plompe lori                               | Nycticebus coucang     | Slow Loris          | veilig      | Sulu-eilanden        |
| Spookdieren (Tarsiidae)                   |                        |                     |             |                      |
| Filipijns spookdier                       | Tarsius syrichta1      | Philippine tarsier  | onzeker     | Visayas en Sarangani |

### Roofdieren (Carnivora)
| Nederlandse naam              | wetenschappelijke naam     | Engelse naam          | IUCN-status | Komt voor op        |
| ----------------------------- | -------------------------- | --------------------- | ----------- | ------------------- |
| Katachtigen (Felidae)         |                            |                       |             |                     |
| Bengaalse tijgerkat           | Prionailurus bengalensis   | Leopard Cat           | veilig      | Negros en Palawan   |
| Mangoesten (Herpestidae)      |                            |                       |             |                     |
| Kortstaartmangoeste           | Herpestes brachyurus       | Short-tailed mongoose | veilig      | Busuanga en Palawan |
| Stinkdieren (Mephitidae)      |                            |                       |             |                     |
| Filipijnse stinkdas           | Mydaus marchei             | Palawan stink badger  | kwetsbaar   | Palawan bioregio    |
| Marterachtigen (Mustelidae)   |                            |                       |             |                     |
| Kleinklauwotter               | Amblonyx cinereus          | Clawless Otter        | gevoelig    | Palawan             |
| Civetkatachtigen (Viverridae) |                            |                       |             |                     |
| Beermarter                    | Arctictis binturong        | Binturong             | veilig      | Palawan             |
| Loewak                        | Paradoxurus hermaphroditus | Common Palm Civet     | veilig      | door het hele land  |
| Maleise civetkat              | Viverra tangalunga         | Malay civet           | veilig      | door het hele land  |

### Schubdieren (Pholidota)
Van de acht soorten schubdieren, die allemaal in de familie Manidae worden geplaatst, komt één endemische soort in de Filipijnen voor.
| Nederlandse naam | wetenschappelijke naam | Engelse naam        | IUCN-status | Komt voor op      |
| ---------------- | ---------------------- | ------------------- | ----------- | ----------------- |
| Palawanschubdier | Manis culionensis      | Philippine pangolin |             | Culion en Palawan |

### Toepaja's (Scandentia)
Alle Filipijnse toepaja's behoren tot de familie van de pijlstaarttoepaja's (Tupaiidae). De drie soorten zijn ook allemaal endemisch.
| Nederlandse naam   | wetenschappelijke naam | Engelse naam        | IUCN-status | Komt voor op                 |
| ------------------ | ---------------------- | ------------------- | ----------- | ---------------------------- |
|                    | Tupaia moellendorffi1  | Calamian tree shrew |             | Busuanga, Culion en Cuyo     |
| Palawantoepaja     | Tupaia palawanensis1   | Palawan tree shrew  | kwetsbaar   | Palawan en Balabac           |
| Filipijnse toepaja | Urogale everetti1      | Mindanao tree shrew | kwetsbaar   | Mindanao, Siargao en Dinagat |

### Vleermuizen (Chiroptera)
| Nederlandse naam                                        | wetenschappelijke naam        | Engelse naam                                 | IUCN status | Komt voor op                                             |
| ------------------------------------------------------- | ----------------------------- | -------------------------------------------- | ----------- | -------------------------------------------------------- |
| Schedestaartvleermuizen (Emballonuridae)                |                               |                                              |             |                                                          |
|                                                         | Emballonura alecto            | Philippine sheath-tailed bat                 | veilig      | Door het hele land heen                                  |
|                                                         | Saccolaimus saccolaimus       | Pouched bat                                  | veilig      | Door het hele land heen                                  |
|                                                         | Taphozous melanopogon         | Black-bearded tomb bat                       | veilig      | Door het hele land heen                                  |
| Bladneusvleermuizen van de Oude Wereld (Hipposideridae) |                               |                                              |             |                                                          |
|                                                         | Coelops robinsoni             | Malayan tailless leaf-nosed bat              | gevoelig    | Mindanao en Mindoro                                      |
|                                                         | Hipposideros ater             | Dusky leaf-nosed bat                         | veilig      | Door het hele land heen                                  |
|                                                         | Hipposideros bicolor          | Bicolored leaf-nosed bat                     | veilig      | Luzon en Mindoro                                         |
|                                                         | Hipposideros cervinus         | Fawn-coloured leaf-nosed bat                 | veilig      | Mindanao                                                 |
|                                                         | Hipposideros cineraceus       | Ashy leaf-nosed bat                          | veilig      | Luzon                                                    |
|                                                         | Hipposideros coronatus 1      | Large Mindanao leaf-nosed bat                | gevoelig    | Mindanao en Polillo                                      |
|                                                         | Hipposideros diadema          | Diadem leaf-nosed bat                        | veilig      | Door het hele land heen                                  |
|                                                         | Hipposideros lekaguli         | Large Asian leaf-nosed bat                   | gevoelig    | Luzon en Mindoro                                         |
|                                                         | Hipposideros obscurus 1       | Philippine forest leaf-nosed bat             | gevoelig    | Door het hele land heen                                  |
|                                                         | Hipposideros pygmaeus 1       | Philippine pygmy leaf-nosed bat              | gevoelig    | Bohol, Luzon, Marinduque, Negros en Panay                |
| Grootoorvleermuizen (Megadermatidae)                    |                               |                                              |             |                                                          |
| Reuzenoorvleermuis                                      | Megaderma spasma              | Lesser false vampire bat                     | veilig      | Door het hele land heen                                  |
| Bulvleermuizen (Molossidae)                             |                               |                                              |             |                                                          |
|                                                         | Chaerephon plicatus           | Wrinkle-lipped free-tailed bat               | veilig      | Cebu, Leyte, Luzon, Mindanao en Negros                   |
| Halsbandvleermuis                                       | Cheiromeles parvidens         | Lesser naked bat                             | gevoelig    | Mindanao, Mindoro en Negros                              |
| Naakte vleermuis                                        | Cheiromeles torquatus         | Greater naked bat                            | gevoelig    | Palawan                                                  |
|                                                         | Mops sarasinorum              | Sulawesian free-tailed bat                   | gevoelig    | Luzon, Mindanao en Palawan                               |
|                                                         | Otomops spp.                  |                                              |             | Luzon en Mindanao                                        |
| Vleerhonden (Pteropodidae)                              |                               |                                              |             |                                                          |
| Filipijnse vliegende hond                               | Acerodon jubatus1             | Golden-crowned flying fox                    | bedreigd    | Door het hele land heen                                  |
|                                                         | Acerodon leucotis 1           | Palawan flying fox                           | kwetsbaar   | Palawan, Balabac en Busuanga                             |
|                                                         | Alionycteris paucidentata 1   | Mindanao pygmy fruit bat                     | kwetsbaar   | Mindanao                                                 |
|                                                         | Cynopterus luzoniensis        | Peters's fruit bat                           |             | Door het hele land heen                                  |
|                                                         | Desmalopex leucopterus 1      | Mottle-winged flying fox                     | bedreigd    | Catanduanes en Luzon                                     |
|                                                         | Desmalopex microleucopterus 1 | Mindoro pallid flying fox                    |             | Mindoro                                                  |
|                                                         | Dobsonia chapmani 1           | Negros naked-backed f.bat                    | kritiek     | Cebu en Negros                                           |
|                                                         | Dyacopterus rickarti1         | Philippine large-headed fruit bat            |             | Luzon en Mindanao                                        |
|                                                         | Eonycteris robusta 1          | Philippine nectar bat                        |             | Door het hele land heen                                  |
| Grottenvleerhond                                        | Eonycteris spelaea            | Cave-dwelling necter-eating bat              | veilig      | Door het hele land heen                                  |
|                                                         | Haplonycteris fischeri 1      | Philippine pygmy fruitbat                    | kwetsbaar   | Door het hele land heen                                  |
|                                                         | Haplonycteris sp. A 1         | Sibuyan pygmy fruit bat                      |             | Sibuyan                                                  |
| Spitstandvleerhond                                      | Harpyionycteris whiteheadi 1  | Harpy fruit bat                              | veilig      | Door het hele land heen                                  |
| Kleine langtongvleerhond                                | Macroglossus minimus          | Lesser long-tongued fruit bat                | veilig      | Door het hele land heen                                  |
|                                                         | Megaerops wetmorei            | Mindanao fruit bat                           | veilig      | Mindanao                                                 |
|                                                         | Nyctimene rabori              | Philippine tube-nosed bat                    | kritiek     | Cebu, Negros en Sibuyan                                  |
|                                                         | Otopteropus cartilagonodus 1  | Luzon pygmy fruit bat                        | kwetsbaar   | Luzon                                                    |
|                                                         | Ptenochirus jagori 1          | Musky fruit bat                              | veilig      | Door het hele land heen                                  |
|                                                         | Ptenochirus minor 1           | Lesser musky fruit bat                       | veilig      | Biliran, Dinagat, Leyte en Mindanao                      |
|                                                         | Pteropus dasymallus           | Ryukyu Flying Fox                            | bedreigd    | Batan, Dalupiri en Fuga                                  |
|                                                         | Pteropus hypomelanus          | Common island flying fox                     | veilig      | Door het hele land heen                                  |
|                                                         | Pteropus pumilus              | Little golden-mantled flying fox             | kwetsbaar   | Zuiden en midden van het land                            |
|                                                         | Pteropus speciosus            | Philippine grey flying fox                   | kwetsbaar   | Zuiden van het land                                      |
| Kalong                                                  | Pteropus vampyrus             | Large flying fox                             | veilig      | Door het hele land heen                                  |
|                                                         | Rousettus amplexicaudatus     | Common rousette                              | veilig      | Door het hele land heen                                  |
|                                                         | Styloctenium mindorensis      |                                              |             | Mindoro                                                  |
| Hoefijzerneuzen (Rhinolophidae)                         |                               |                                              |             |                                                          |
|                                                         | Rhinolophus acuminatus        | Acuminate horseshoe bat                      | veilig      | Balabac, Busuanga en Palawan                             |
|                                                         | Rhinolophus arcuatus          | Arcuate horseshoe bat                        | veilig      | Door het hele land heen                                  |
|                                                         | Rhinolophus inops 1           | Philippine forest horseshoe bat              | onzeker     | Door het hele land heen                                  |
|                                                         | Rhinolophus macrotis          | Big-eared Horseshoe Bat                      | veilig      | Guimaras, Luzon, Mindanao en Negros                      |
|                                                         | Rhinolophus philippinensis    | Enormous-eared Horse-shoe bat                | gevoelig    | Luzon, Mindanao, Mindoro, Negros en Siquijor             |
|                                                         | Rhinolophus rufus 1           | Large rufous horseshoe bat                   | gevoelig    | Door het hele land heen                                  |
|                                                         | Rhinolophus subrufus 1        | Small rufous horseshoe bat                   | kwetsbaar   | Door het hele land heen                                  |
|                                                         | Rhinolophus virgo 1           | Yellow-faced horseshoe bat                   | gevoelig    | Door het hele land heen                                  |
| Gladneuzen (Vespertilionidae)                           |                               |                                              |             |                                                          |
|                                                         | Falsistrellus petersi         | North Wallacean pipistrelle                  | veilig      | Luzon en Mindanao                                        |
|                                                         | Glischropus tylopus           | Thick-thumbed pipistrelle                    | veilig      | Palawan                                                  |
|                                                         | Harpiocephalus harpia         | Hairy-winged bat                             | veilig      | Luzon, Leyte, Negros en Panay                            |
|                                                         | Kerivoula hardwickii          | Trumpet-eared bat                            | veilig      | Door het hele land heen                                  |
|                                                         | Kerivoula pellucida           | Clear-winged woolly bat                      | veilig      | Jolo, Mindanao en Palawan                                |
|                                                         | Kerivoula whiteheadi          | Whitehead's woolly bat                       | veilig      | Luzon, Mindanao, Palawan en Panay                        |
|                                                         | Miniopterus australis         | Little bent-winged bat                       | veilig      | Door het hele land heen                                  |
|                                                         | Miniopterus medius            | Intermediate long-fingered bat               | veilig      | Onduidelijk                                              |
|                                                         | Miniopterus paululus          | Philippine long-fingered bat                 |             | Guimaras, Leyte en Negros                                |
|                                                         | Miniopterus pusillus (?)      | Small long-fingered bat                      | veilig      | Onduidelijk                                              |
| Langvleugelvleermuis                                    | Miniopterus schreibersii      | Common bent-winged bat                       | veilig      | Door het hele land heen                                  |
|                                                         | Miniopterus tristis           | Greater bent-winged bat                      | veilig      | Door het hele land heen                                  |
|                                                         | Murina cyclotis               | Round-eared tube-nosed bat                   | veilig      | Door het hele land heen                                  |
|                                                         | Myotis ater                   |                                              | veilig      | Culion, Luzon en waarschijnlijk ook de rest van het land |
|                                                         | Myotis formosus               | Hodgson's myotis                             | veilig      | Luzon, Negros, Palawan en Sibuyan                        |
|                                                         | Myotis horsfieldii            | Common Asiatic myotis                        | veilig      | Door het hele land heen                                  |
|                                                         | Myotis macrotarsus            | Philippine large-footed myotis               | gevoelig    | Door het hele land heen                                  |
|                                                         | Myotis muricola               | Nepalese whiskered myotis of Peters's myotis | veilig      | Door het hele land heen                                  |
|                                                         | Myotis sp.                    |                                              |             | Kitangladgebergte (Mindanao)                             |
|                                                         | Philetor brachypterus         | Short-winged pipistrelle                     | veilig      | Catanduanes, Leyte, Luzon, Mindanao en Negros            |
|                                                         | Phoniscus jagorii             | Common trumpet-eared bat                     | veilig      | Samar                                                    |
|                                                         | Pipistrellus javanicus        | Javan pipistrelle                            | veilig      | Door het hele land heen                                  |
|                                                         | Pipistrellus stenopterus      | Narrow-winged pipistrelle                    | veilig      | Mindanao                                                 |
|                                                         | Pipistrellus tenuis           | Least pipistrelle                            | veilig      | Luzon, Mindanao, Negros en Sibuyan                       |
|                                                         | Scotophilus kuhlii            | Lesser Asian house bat                       | veilig      | Door het hele land heen                                  |
|                                                         | Tylonycteris pachypus         | Lesser Club-footed Bat                       | veilig      | Calauit, Culion, Luzon en Palawan                        |
|                                                         | Tylonycteris robustula        | Great Club-footed Bat                        | veilig      | Calauit, Luzon en Palawan                                |

### Vliegende katten (Dermoptera)
Van deze orde, die slechts twee soorten in één familie, Cynocephalidae, omvat, komt één endemische soort voor in de Filipijnen.
| Nederlandse naam         | wetenschappelijke naam | Engelse naam            | IUCN status | Komt voor op      |
| ------------------------ | ---------------------- | ----------------------- | ----------- | ----------------- |
| Filipijnse vliegende kat | Cynocephalus volans1   | Philippine flying lemur | kwetsbaar   | Mindanao bioregio |

### Walvissen (Cetacea)
| Nederlandse naam                    | wetenschappelijke naam     | Engelse naam                     | IUCN status                 | Komt voor op |
| ----------------------------------- | -------------------------- | -------------------------------- | --------------------------- | ------------ |
| Vinvissen (Balaenopteridae)         |                            |                                  |                             |              |
| Dwergvinvis                         | Balaenoptera acutorostrata | Minke Whale                      | Gevoelig                    |              |
| Edens vinvis                        | Balaenoptera edeni         | Bryde's whale                    | Onzeker                     |              |
| Blauwe vinvis                       | Balaenoptera musculus      | Blue whale                       |                             |              |
| Gewone vinvis                       | Balaenoptera physalus      | Fin whale                        | bedreigd                    |              |
| Bultrug                             | Megaptera novaeangliae     | Humpback whale                   |                             |              |
| Dolfijnen (Delphinidae)             |                            |                                  |                             |              |
| Gewone dolfijn                      | Delphinus delphis          | Common dolphin                   | veilig                      |              |
| Dwerggriend                         | Feresa attenuata           | Pygmy killer whale               | Onzeker                     |              |
| Gramper                             | Grampus griseus            | Risso's dolphin                  | Onzeker                     |              |
| Indische griend                     | Globicephala macrorhynchus | Short-finned pilot whale         | van bescherming afhankelijk |              |
| Sarawakdolfijn                      | Lagenodelphis hosei        | Fraser's dolphin                 |                             |              |
| Irrawaddydolfijn                    | Orcaella brevirostris      | Irrawaddy dolphin                |                             |              |
| Orka                                | Orcinus orca               | Killer Whale                     |                             |              |
| Witlipdolfijn                       | Peponocephala electra      | Melon-headed whale               |                             |              |
| Zwarte zwaardwalvis                 | Pseudorca crassidens       | Engelse naam: False killer whale |                             |              |
| Chinese witte dolfijn               | Sousa chinensis            | Humpbacked Dolphin               |                             |              |
| Slanke dolfijn                      | Stenella attenuata         | Pantropical spotted dolphin      |                             |              |
| Gestreepte dolfijn                  | Stenella coeruleoalba      | Striped dolphin                  |                             |              |
| Langsnuitdolfijn                    | Stenella longirostris      | Spinner dolphin                  |                             |              |
| Snaveldolfijn                       | Steno bredanensis          | Rough-toothed dolphin            |                             |              |
| Tuimelaar                           | Tursiops truncatus)        | Bottlenose dolphin               |                             |              |
| Spitssnuitdolfijnen (Ziphiidae)     |                            |                                  |                             |              |
| Spitssnuitdolfijn van de Blainville | Mesoplodon densirostris    | Blainville's beaked whale        |                             |              |
| Dolfijn van Cuvier                  | Ziphius cavirostris        | Cuvier's beaked whale            |                             |              |
| Potvissen (Physeteridae)            |                            |                                  |                             |              |
| Dwergpotvis                         | Kogia breviceps            | Pygmy sperm whale                | veilig                      |              |
| Kleinste potvis                     | Kogia sima                 | Dwarf sperm whale                | veilig                      |              |
| Potvis                              | Physeter catodon           | Sperm whale                      |                             |              |
| Bruinvissen (Phocoenidae)           |                            |                                  |                             |              |
| Indische bruinvis                   | Neophocaena phocaenoides   | Black Finless Porpoise           |                             |              |

### Zeekoeien (Sirenia)
Van deze orde, die wereldwijd vier soorten in twee families omvat, komt één soort in de Filipijnen voor. Deze soort behoort tot de familie doejongs (Dugongidae).
| Nederlandse naam | wetenschappelijke naam | Engelse naam | IUCN status | Komt voor op       |
| ---------------- | ---------------------- | ------------ | ----------- | ------------------ |
| Doejong          | Dugong dugon           | Dugong       | kwetsbaar   | door het hele land |

1 : endemische soort van de Filipijnen
Landen: Afghanistan · Albanië · Algerije · Andorra · Angola · Antigua en Barbuda · Argentinië · Armenië · Australië · Azerbeidzjan · Bahama's · Bahrein · Bangladesh · Barbados · België · Belize · Benin · Bhutan · Bolivia · Bosnië en Herzegovina · Botswana · Brazilië · Brunei · Bulgarije · Burkina Faso · Burundi · Cambodja · Canada · Centraal-Afrikaanse Republiek · Chili · China · Colombia · Comoren · Congo-Brazzaville · Congo-Kinshasa · Costa Rica · Cuba · Cyprus · Denemarken · Djibouti · Dominica · Dominicaanse Republiek · Duitsland · Ecuador · Egypte · El Salvador · Equatoriaal-Guinea · Eritrea · Estland · Ethiopië · Fiji · Filipijnen · Finland · Frankrijk · Gabon · Gambia · Georgië · Ghana · Grenada · Griekenland · Guatemala · Guinee · Guinee-Bissau · Guyana · Haïti · Honduras · Hongarije · Ierland · IJsland · India · Indonesië · Irak · Iran · Israël · Italië · Ivoorkust · Jamaica · Japan · Jemen · Jordanië · Kaapverdië · Kameroen · Kazachstan · Kenia · Kirgizië · Kiribati · Koeweit · Kosovo · Kroatië · Laos · Lesotho · Letland · Libanon · Liberia · Libië · Liechtenstein · Litouwen · Luxemburg · Madagaskar · Malawi · Maldiven · Maleisië · Mali · Malta · Marokko · Marshalleilanden · Mauritanië · Mauritius · Mexico · Micronesië · Moldavië · Monaco · Mongolië · Montenegro · Mozambique · Myanmar · Namibië · Nauru · Nederland · Nepal · Nicaragua · Nieuw-Zeeland · Niger · Nigeria · Noord-Korea · Noord-Macedonië · Noorwegen · Oeganda · Oekraïne · Oezbekistan · Oman · Oostenrijk · Oost-Timor · Pakistan · Palau · Panama · Papoea-Nieuw-Guinea · Paraguay · Peru · Polen · Portugal · Qatar · Roemenië · Rusland · Rwanda · Saint Kitts en Nevis · Saint Lucia · Saint Vincent en de Grenadines · Salomonseilanden · Samoa · San Marino · Sao Tomé en Principe · Saoedi-Arabië · Senegal · Servië · Seychellen · Sierra Leone · Singapore · Slovenië · Slowakije · Soedan · Somalië · Spanje · Sri Lanka · Suriname · Swaziland · Syrië · Tadzjikistan · Tanzania · Thailand · Togo · Tonga · Trinidad en Tobago · Tsjaad · Tsjechië · Tunesië · Turkije · Turkmenistan · Tuvalu · Uruguay · Vanuatu · Venezuela · Verenigd Koninkrijk · Verenigde Arabische Emiraten · Verenigde Staten · Vietnam · Wit-Rusland · Zambia · Zimbabwe · Zuid-Afrika · Zuid-Korea · Zweden · Zwitserland

Overig: Lijst van zoogdieren · Lijst van zoogdieren in Europa · Lijst van zoogdieren op Newfoundland · Lijst van zoogdieren met Nederlandse namen